# Envemo Camper
O Camper foi um automóvel SUV brasileiro, produzido pela empresa Envemo, entre 1989 e 1995. Foi desenvolvido com base no desenho do Jeep Cherokee Sport de primeira geração e utilizando o chassi do jipe Engesa 4. Era movido com 3 opções de motores; o 2.5L I4, o 4.1L I6 - ambos de origem Chevrolet à álcool ou gasolina; e o 3.9L Q20B4 Perkins diesel.
A Envemo (Engenharia de Veículos e Motores), montadora brasileira que surgiu em 1979 e tinha sua sede em São Paulo, nasceu do desejo de Luís Fernando Gonçalves de criar uma réplica de seu Porsche. Sua primeira produção ficou conhecida como Envemo Super 90 Coupe,tratando-se de uma réplica, fabricada por ele, no Brasil, do seu Porche 356 ano 1964.
O novo modelo obteve bastante sucesso, inclusive fora do país, com exportações para os Estados Unidos e Europa. Diante de toda essa aprovação, Luís Fernando continuou com a fabricação de cópias de carros famosos no exterior. Um destes foi o Envemo Camper, em 1989.
O automóvel Camper foi produzido baseando-se no Jeep Cherokee XJ americano, da primeira geração. Foram utilizados elementos da mecânica Chevrolet e o chassi do jipe Engesa 4. O carro, que começou a ser produzido em 1989, em seus primeiros anos, possuía  duas portas, motorização e painel do Opala, além de outros componentes de carros como o primeiro Fiat Uno (faróis e lanternas), por exemplo.
A partir de 1994, foi desenvolvida uma nova versão do Camper, com quatro portas, grade dianteira, e elementos de outros veículos, como da picape D20 (faróis, piscas e lanternas) e também do Kadett. Como a Envemo já trabalhava com modificações de carros da Chevrolet, é comum observar elementos de veículos dessa marca, no Envemo Camper. Outra modificação no “Cherokee brasileiro” foi a que ocorreu na motorização: quatro cilindros, de gasolina ou álcool, do Kadett e Monza, passaram a ser utilizados.
Na década de 1980, além da fabricação de seus veículos, a empresa também trabalhava na personalização dos já existentes. A importação no Brasil ainda era proibida nesse período, e os carros da Envemo eram fabricados em produções de alta qualidade e possuíam alto valor de venda.
Com a abertura das importações, nos anos 1990, a empresa passou a ter grandes problemas financeiros, pois os carros importados, de igual ou superior qualidade, passaram a ser vendidos a preços mais baixos. O modelo Camper, considerado hoje um clássico, foi produzido até o ano de 1995, quando a montadora deixou de existir.

## Galeria

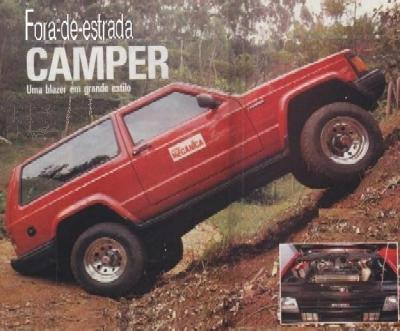
Envemo Camper
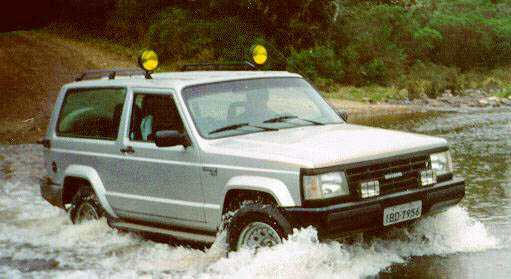
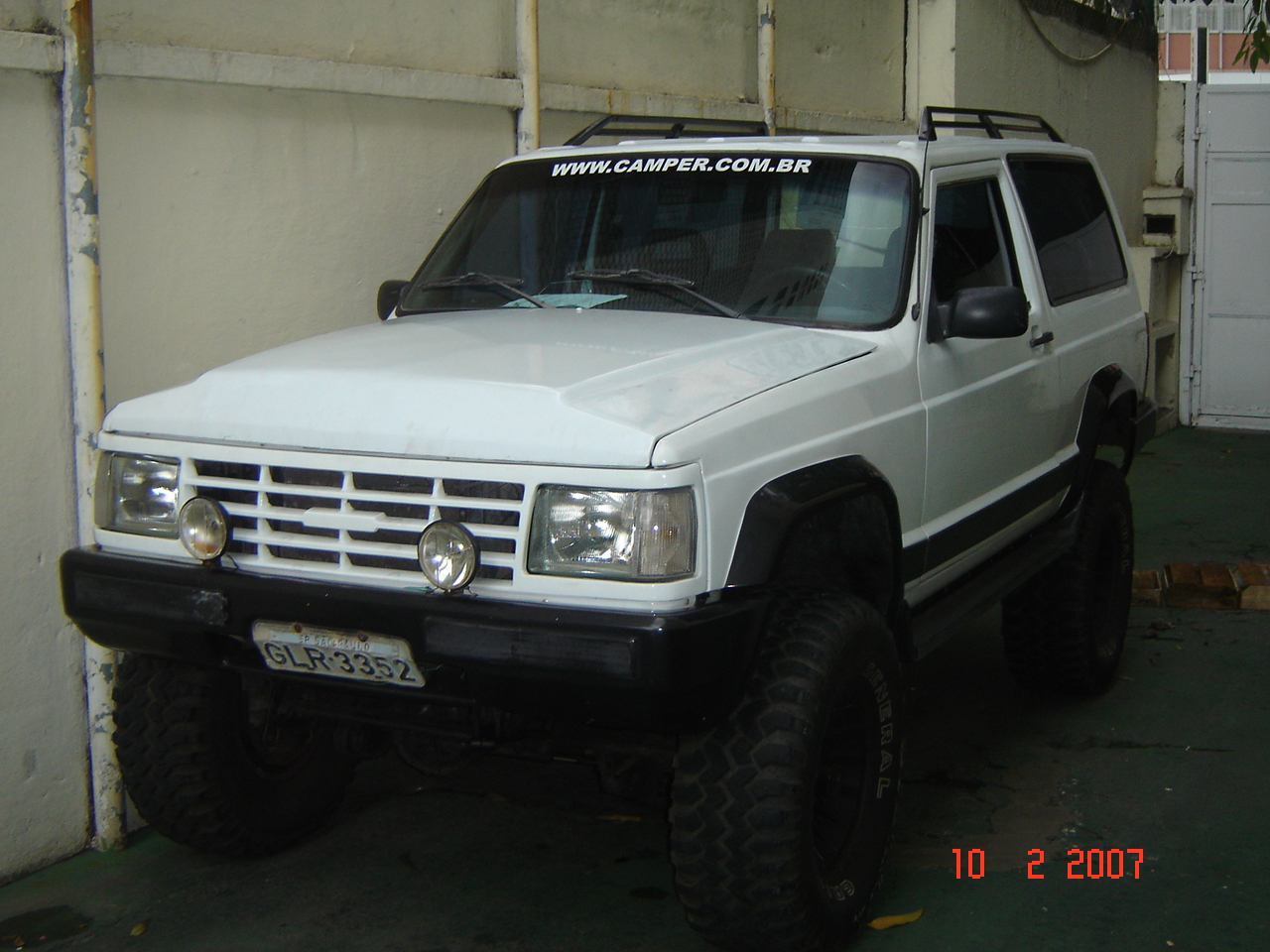
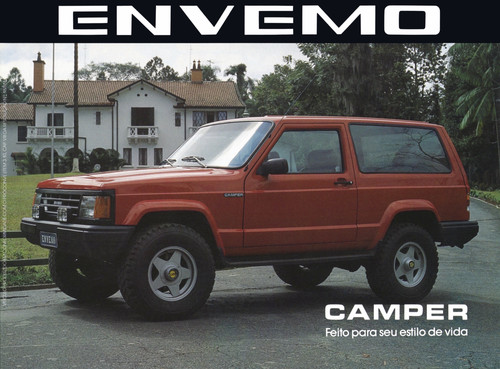
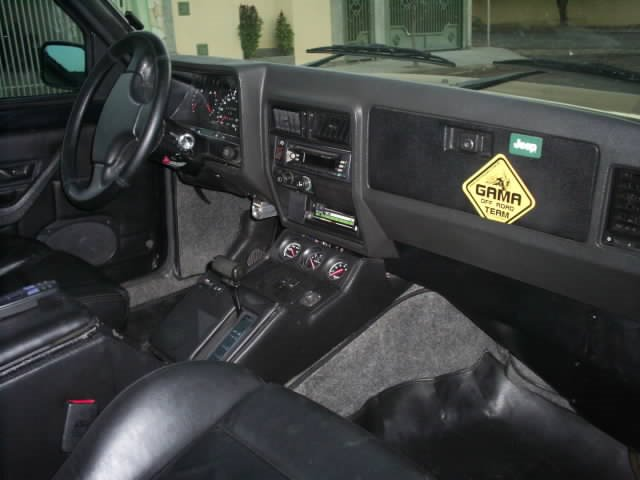
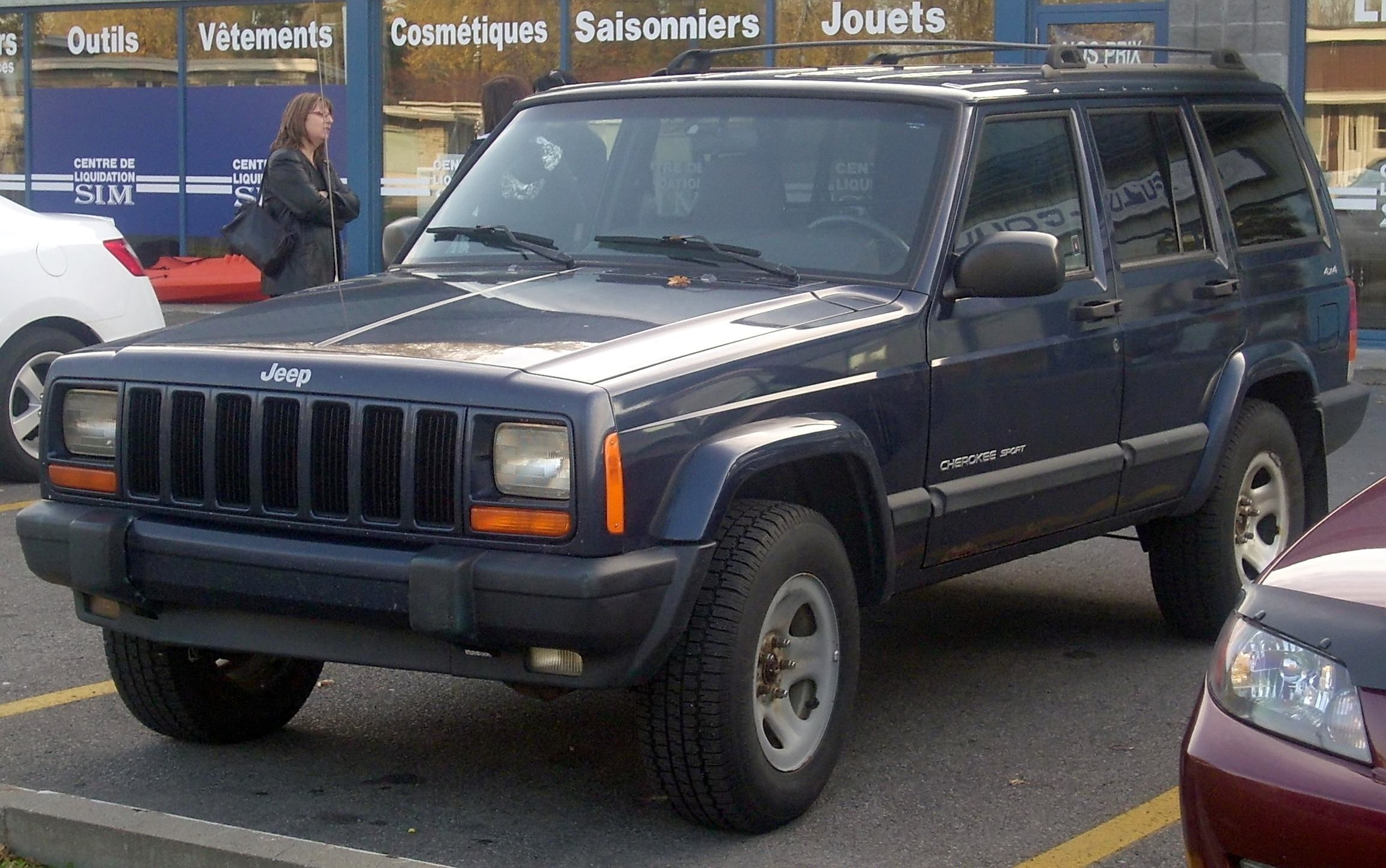
A Jeep Cherokee (foto) serviu como inspiração para o Envemo Camper.